# Eliel Soisalon-Soininen

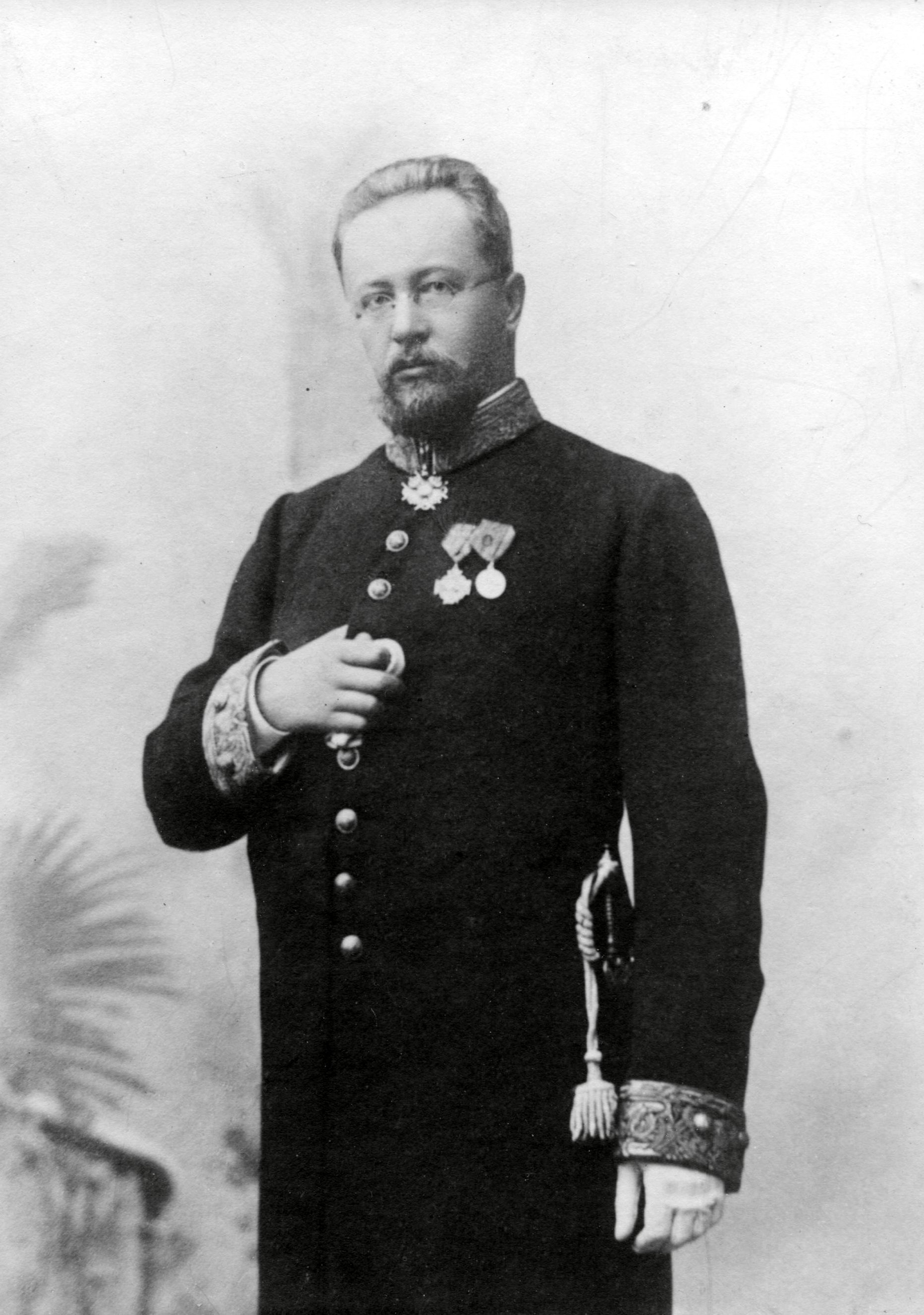
Eliel Soisalon-Soininen

Johan Mårten Eliel Soisalon-Soininen, född 26 maj 1856 i Pielisjärvi, Karelen, mördad 6 februari 1905 i sitt hem i Helsingfors, var en finländsk ämbetsman. Eliel Soisalon-Soininen hette fram till adlandet 1904 Johnsson. Han var son till biskopen i Borgå stift vid namn Johan Viktor Johnsson (1832–1884) och dennes hustru Anna Charlotta Stenius (1831–1900). En yngre bror till honom var politikern Mikael Soininen.
Soisalon-Soininen blev auskultant vid Viborgs hovrätt 1879, auditör vid Viborgs finska skarpskyttebataljon 1889, kallades på grund av sin språkkunskap 1892 till referendariesekreterare vid senatens ekonomiedepartements kansli. Nu började de makthavande uppmärksamma honom. Han utsågs till medlem av 1896-1897 års kommission för uppgåendet av riksgränsen mot Norge, utnämndes 1898 till häradshövding i Äyräpää domsaga vid ryska gränsen, kallades 1900 efter de konstitutionellt sinnade senatorernas avgång till senator i justitiedepartementet och i oktober 1901 till prokurator i senaten. Samma år utsågs han av generalguvernören Nikolaj Bobrikov till medlem i en rysk-finsk kommitté för granskning av särskilda författningar rörande Finlands styrelse, övertygad om en bestående framgång för den ryska maktens lagstridiga inflytande på Finlands öden, stod han beredvilligt generalguvernören bi i angreppen på den finska rättsordningen och i försöken att kväsa motståndsarbetet. Den allmänna opinionen, så när som Finska partiets, vilket han tillhörde, blev alltmer uppretad mot Soisalon-Soininen, vars ämbete ålade honom att vara lagens högste väktare i landet. För sina tjänster i olaglighetsregimens tjänst upphöjdes han 1904 i adligt stånd och valde sig namnet Soisalon-Soininen. Men detta namn hann han inte bära länge, förrän han, 6 februari 1905, dödades genom några revolverskott, som i hans hem avlossades mot honom av en ung finländsk aktivist vid namn Lennart Hohenthal.